# Filmografia de Spike Lee

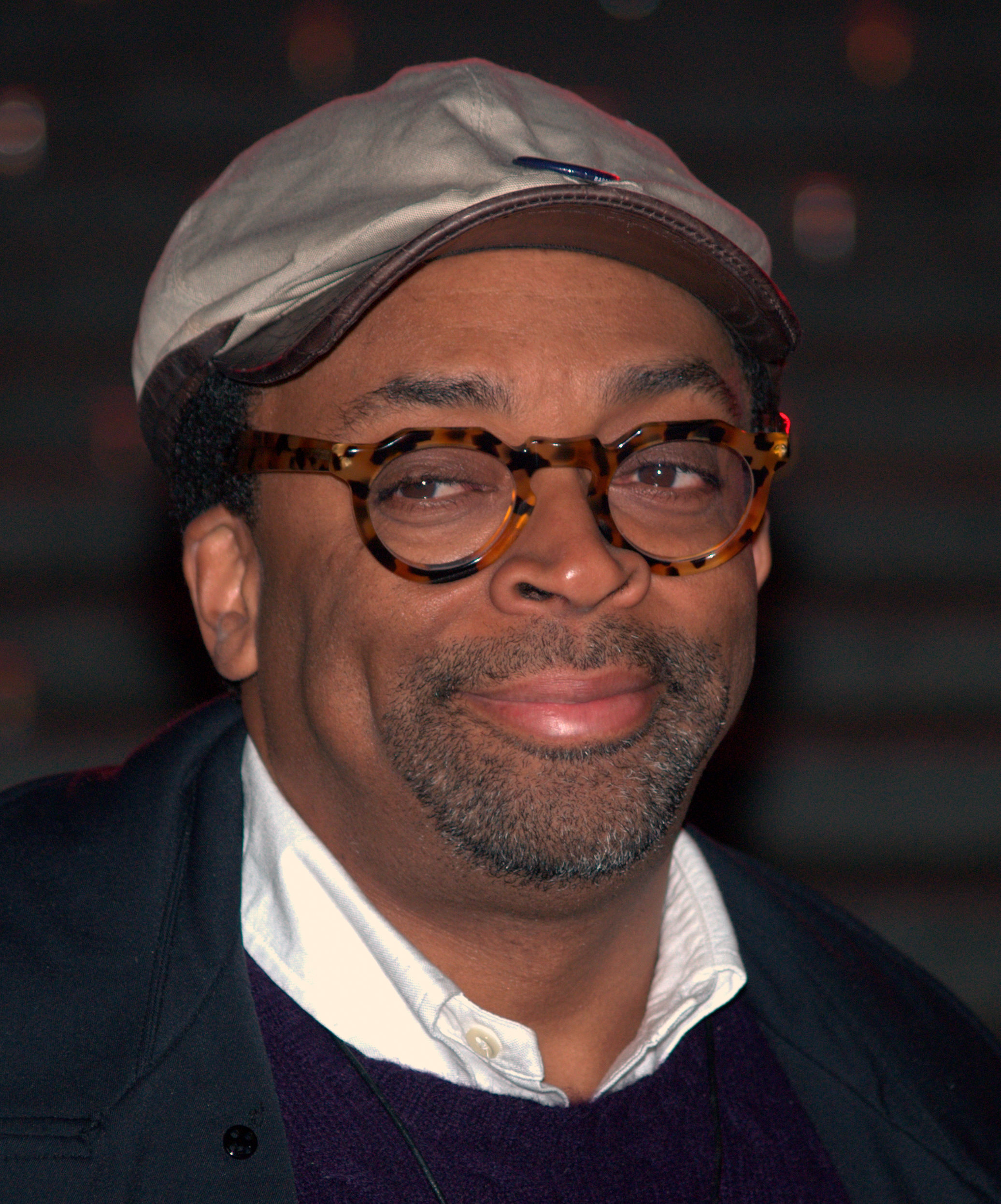
Spike Lee no Festival de TriBeCa, 2009.

Spike Lee é um diretor, produtor, roteirista e ator estadunidense, notório por seus filmes cujo enredo retrata questões polêmicas e temas sociais. Os filmes de Lee são referidos como "Spike Lee Joint" e seus créditos finais costumam conter as frases: "De Todas as Formas Necessárias" ou com as expressões idiomáticas "Ya Dig" ou "Sho Nuff".
Lee foi bacharelado pela Universidade de Nova Iorque, o que culminou em seu filme-projeto Bed-Stuy Barbershop: We Cut Heads, o primeiro filme estudantil a ser exibido no Lincoln Center. Seu primeiro longa-metragem, She's Gotta Have It foi lançado três anos mais tarde, em 1986. Lee dirigiu, produziu, escreveu e atuou em seus três primeiros filmes: She's Gotta Have It, School Daze e Do the Right Thing. Lee estrelou e dirigiu muitos de seus filmes, incluindo o papel de Mars Blackmon, que reprisou para uma série de comerciais televisivos da Nike ao lado de Michael Jordan. Também é notório seu trabalho com documentários e filmes biográficos, como Malcolm X.
Além de seus filmes, Lee também dirigiu uma série de vídeos musicais de artistas como Prince, Michael Jackson, Anita Baker e Eminem. Também dirigiu videoclipes de trilhas sonoras de seus filmes, incluindo "Fight the Power", por Public Enemy, que teve grande destaque no filme de 1989 Do the Right Thing.

## Filmografia

### Cinema
| Ano  | Título                                  | Creditado como | Creditado como | Creditado como | Creditado como |
| Ano  | Título                                  | Diretor        | Produtor       | Roteirista     | Ator           |
| ---- | --------------------------------------- | -------------- | -------------- | -------------- | -------------- |
| 1983 | Joe's Bed-Stuy Barbershop: We Cut Heads | Sim            | Sim            | Sim            |                |
| 1986 | She's Gotta Have It                     | Sim            | Sim            | Sim            | Sim            |
| 1988 | School Daze                             | Sim            | Sim            | Sim            | Sim            |
| 1989 | Do the Right Thing                      | Sim            | Sim            | Sim            | Sim            |
| 1990 | Mo' Better Blues                        | Sim            | Sim            | Sim            | Sim            |
| 1991 | Jungle Fever                            | Sim            | Sim            | Sim            | Sim            |
| 1992 | Malcolm X                               | Sim            | Sim            | Sim            | Sim            |
| 1994 | Crooklyn                                | Sim            | Sim            | Sim            | Sim            |
| 1995 | Clockers                                | Sim            | Sim            | Sim            | Sim            |
| 1996 | Girl 6                                  | Sim            | Sim            | Não            | Sim            |
| 1996 | Get on the Bus                          | Sim            | Executivo      | Não            |                |
| 1998 | He Got Game                             | Sim            | Sim            | Sim            |                |
| 1999 | Summer of Sam                           | Sim            | Sim            | Sim            | Sim            |
| 2000 | Bamboozled                              | Sim            | Sim            | Sim            |                |
| 2002 | 25th Hour                               | Sim            | Sim            | Não            |                |
| 2004 | She Hate Me                             | Sim            | Sim            | Sim            |                |
| 2006 | Inside Man                              | Sim            | Não            | Não            |                |
| 2008 | Miracle at St. Anna                     | Sim            | Sim            | Não            |                |
| 2012 | Red Hook Summer                         | Sim            | Sim            | Sim            |                |
| 2013 | Oldboy                                  | Sim            | Não            | Não            |                |
| 2014 | Da Sweet Blood of Jesus                 | Sim            | Sim            | Sim            |                |
| 2015 | Chi-Raq                                 | Sim            | Sim            | Sim            |                |
| 2018 | BlacKkKlansman                          | Sim            | Sim            | Sim            |                |
| 2020 | Da 5 Bloods                             | Sim            | Sim            | Sim            |                |
| TBA  | Prince of Cats                          | Sim            | ASA            | Não            |                |

| Produtor Executivo - Drop Squad (1994) - New Jersey Drive (1995) - Tales from the Hood (1995) - Afrocentricity (2000) - Good Fences (2003) - Pariah (2011) - Evolution of a Criminal (2014) - Manos sucias (2014) - Cronies (2015) - The Girl Is in Trouble (2015) - Son of the South (2020) - You Resemble Me (2021) | Produtor - The Best Man (1999) - Love & Basketball (2000) - 3 A.M. (2001) - Dream Street (2005) - Saint John of Las Vegas (2009) - You're Nobody 'til Somebody Kills You (2011) - Amazing Grace (2019) - See You Yesterday (2019) |  |

### Curtas-metragens
| Ano  | Título                                                   | Creditado como | Creditado como | Creditado como | Notas                                      |
| Ano  | Título                                                   | Diretor        | Roteirista     | Produtor       | Notas                                      |
| ---- | -------------------------------------------------------- | -------------- | -------------- | -------------- | ------------------------------------------ |
| 1979 | Last Hustle in Brooklyn                                  | Sim            | Sim            | Não            |                                            |
| 1980 | The Answer                                               | Sim            | Sim            | Não            |                                            |
| 1981 | Sarah                                                    | Sim            | Sim            | Não            |                                            |
| 1995 | Lumière and Company                                      | Sim            | Não            | Não            | Segmento                                   |
| 2001 | Come Rain or Come Shine                                  | Sim            | Não            | Não            |                                            |
| 2002 | "We Wuz Robbed"                                          | Sim            | Não            | Sim            | Segmento de Ten Minutes Older: The Trumpet |
| 2005 | "Jesus Children of America"                              | Sim            | Não            | Sim            | Segmento de All the Invisible Children     |
| 2017 | Brave: Visions for Moncler                               | Sim            | Não            | Não            |                                            |
| 2020 | "New York, New York"                                     | Sim            | Sim            | Sim            |                                            |
| 2020 | "3 Brothers: Radio Raheem, Eric Garner and George Floyd" | Sim            | Sim            | Sim            |                                            |

### Documentários
| 1997 | 4 Little Girls                                        | Sim | Sim |
| 2000 | The Original Kings of Comedy                          | Sim | Sim |
| 2012 | Bad 25                                                | Sim | Sim |
| 2016 | Michael Jackson's Journey from Motown to Off the Wall | Sim | Sim |
| 2016 | 2 Fists Up                                            | Sim | Não |
| 2020 | David Byrne's American Utopia                         | Sim | Sim |

### Papeis
| Ano  | Filme                 | Papel         | Notas          |
| ---- | --------------------- | ------------- | -------------- |
| 1986 | She's Gotta Have It   | Mars Blackmon |                |
| 1988 | School Daze           | Half-Pint     |                |
| 1989 | Do the Right Thing    | Mookie        |                |
| 1990 | Mo' Better Blues      | Giant         |                |
| 1990 | Lonely in America     | Himself       |                |
| 1991 | Jungle Fever          | Cyrus         |                |
| 1992 | Malcolm X             | Shorty        |                |
| 1994 | Crooklyn              | Snuffy        |                |
| 1994 | Drop Squad            | Ele mesmo     |                |
| 1995 | Lumière and Company   | Ele mesmo     | Curta-metragem |
| 1995 | Clockers              | Chucky        |                |
| 1996 | Girl 6                | Jimmy         |                |
| 1999 | Summer of Sam         | John Jeffries |                |
| 2000 | Lisa Picard Is Famous | Ele mesmo     |                |
| 2001 | 3 A.M.                | Filmmaker     |                |
| 2012 | Red Hook Summer       | Mookie        |                |